# وقواق برونزي أحمر الرقبة
وقواق برونزي أحمر الرقبة (الاسم العلمي: Chrysococcyx ruficollis) (بالإنجليزية: Rufous-throated Bronze-cuckoo)‏ هو نوع من الطيور يتبع جنس الوقواق البرونزي من فصيلة طيور الوقواق.